# Mokope Modjadji
Pour les articles homonymes, voir Modjadji.
Mokope Modjadji V  est la cinquième reine de la pluie des Lovedu en Afrique du Sud. Elle succède à Makoma Modjadji IV et règne de 1981 à sa mort, le 28 juin 2001.

## Généralités
Mokope Modjadji V naît en 1936.

## Vie personnelle et règne
Comme le veut la tradition des Lovedu, la reine de la pluie est considérée comme étant un homme qui se marie avec les femmes de tout le royaume. Mokope Modjadji a 33 épouses choisies parmi les filles aînées du peuple Balobedu.

## Décès de la reine
Le 28 juin 2005, la reine décède. Deux jours auparavant, sa fille la princesse Makhaele Modjadji VI mourrait. Elle devait succéder à Mokope Modjadji V. Les deux femmes sont enterrées en même temps. 

## Succession
Le 11 avril 2003, deux années après le décès de sa mère, la princesse Makhaele, Makobo Modjadji est couronnée sixième reine de la pluie. Celle-ci meurt le 12 juin 2005. En 2016, il n'y a toujours pas de nouvelle reine. La fille de Makobo Modjadji, la princesse Masalanabo Modjadji, est d'abord pressentie pour lui succéder à sa majorité, avant que le Conseil royal Modjadji ne décide de passer le trône à son fils, le prince Lekukela, à compter de 2022.

## Source
- (en) Cet article est partiellement ou en totalité issu de l’article de Wikipédia en anglais intitulé « Mokope Modjadji » (voir la liste des auteurs).